# William Byrd
William Byrd (c. 1540 - 4 de juliol de 1623) va ser un dels primers compositors anglesos coneguts. Tota la seva vida va estar marcada per contradiccions, i com a bon exponent de l'home renaixentista, no pot classificar-se fàcilment en un determinat estil. Va viure fins i tot ben entrat el segle xvii sense escriure obres en el nou estil barroc, però la seva grandiosa col·lecció de composicions per a teclat va marcar el començament de la música barroca per a clavecí i orgue.
Un document legal recentment descobert indica que Byrd va néixer el 1540, o bé, a la darreria de 1539, i no el 1543 com havien sostingut alguns biògrafs. Igual com molts altres joves virtuosos del Renaixement, Byrd va iniciar els seus estudis instrumentals i teòrics a una edat molt primerenca. Molt segurament, va cantar a la Chapel Royal (capella Reial) en el transcurs del regnat de Maria I d'Anglaterra (1553-1558), sota la direcció de Thomas Tallis.
Encara que aparentment va ser un compositor anglicà, lligat estretament a la reina Isabel I d'Anglaterra, Byrd va rebre una influència catòlica acusada. Segons l'historiador de música John Harley, Byrd era l'únic membre de la seva família simpatitzant amb el catolicisme. El seu germà John era un membre fidel de l'Església anglicana a Southwark, mentre que la seva germana, el seu nebot i la seva neboda es casaren amb protestants.
Va escriure molta música sacra segons el ritu catòlic romà, si bé ho va fer de manera intermitent, sobretot en els seus últims anys; els Gradualia en són un bon exemple. Probablement, arran d'això, no va obtenir un reconeixement ampli i merescut durant la seva vida, però es va guanyar el respecte de la comunitat catòlica.

## Non nobis Domine
Non nobis Domine és cànon atribuït a aquest compositor. Es canta tradicionalment a Anglaterra com a acció de gràcies en el banquets públics i en altres ocasions de festa. La circumstància d'haver utilitzat el tema Palestrina induí a Ricciotti a atribuir la paternitat del cànon al cèlebre compositor italià. Però segons Pepusch i Mattheson, fou Byrd el verdader autor. Aquest cànon és dels anomenats perpetu; està en el mode mixolidi, i es presenta en diverses solucions, oferint en les obres de Bach un tractament lliure, que no s'ajusta bé a les severes regles del contrapunt estricte. Ha sigut usat el tema per Händel, Bach i Mendelssohn.

## Misses
Entre 1592 i 1595, William Byrd va compondre tres misses per a tres, quatre i cinc veus. Tot i ser catòlic, va mantenir la seva activitat a la Chapel Royal sota el regnat protestant d’Elisabet I d'Anglaterra. El 1593, amb l’enduriment de les lleis contra els catòlics, es traslladà a Essex, prop del seu mecenes sir John Petre.
Les misses utilitzen un mateix motiu principal a l'inici de cada moviment (Kyrie, Glòria, Credo, Sanctus i Agnus Dei). De dimensions reduïdes, probablement estaven pensades per a cerimònies privades. Posteriorment, Byrd publicà els Graduale (1605 i 1607), amb música per a tot l’any litúrgic, malgrat el clima anticatòlic de l’època. Les interpretacions d’aquestes obres requereixen claredat individual de cada veu per preservar el caràcter íntim del culte.